# Грейвер, Гэри
Гэри Грейвер (англ. Gary Graver; 20 июля 1938, Портленд, Орегон — 16 ноября 2006, Ранчо-Мираж, Калифорния) — американский кинооператор и режиссёр, известный по работе с Орсоном Уэллсом. Грейвер также пробовал себя и в других кинематографических профессиях — играл сам как актёр, писал сценарии, продюсировал фильмы, занимался монтажом. Под псевдонимом Роберт Маккаллум он снял большое количество фильмов для взрослых, является членом Зала Славы AVN Awards.

## Биография
Грейвер родился в Портленде, штат Орегон. В старшей школе он выпускал собственную радиопередачу и играл на сцене городского общественного театра. В 20 лет он переехал в Голливуд и учился актёрскому искусству прежде чем его завербовали в армию. Во время службы во Вьетнаме Грейвер был военным оператором. Вернувшись со службы он начал карьеру кинооператора с самых низов киноиндустрии.
В июле 1970 года малоизвестный 32-летний оператор Гэри Грейвер договорился о встрече со своим кумиром Орсоном Уэллсом. Ему удалось произвести впечатление на знаменитого режиссёра, и тот вскоре доверил Грейверу должность кинооператора в своём новом фильме «Другая сторона ветра», а также доверил ему небольшую роль. Фильм так и не был завершён, после смерти Уэллса над ним продолжил работать Грейвер, но также не закончил проект. Во все свои последующие фильмы Уэллс приглашал Грейвера — он снялся в картине «Ф как Фальшивка», в качестве оператора работал над документальным фильмом «Снимая „Отелло“» и короткометражкой «Дух Чарльза Линдберга», а также незаконченными проектами «Моби Дик», «Снимая „Процесс“» и «Мечтатели».
Помимо работы с Уэллсом Грейвер также снимал порнографические фильмы под псевдонимом Роберт Маккаллум, всего снял около 135 фильмов для взрослых. Многие из его порнографических работ стали классикой жанра, в 1985 году он получил приз AVN за лучший порнографический видеофильм, за свои достижения в порноиндустрии Грейвер был включён в Зал Славы AVN Awards. Под своим настоящим именем он снимал в основном малобюджетные эксплуатационные фильмы, его наиболее известной операторской работой является дебютный фильм Рона Ховарда «Большая автокража» 1977 года. Грейвер любил хвастаться, что может снять фильм дешевле, чем любой другой кинематографист.